# C/2020 F3 (NEOWISE)
C/2020 F3 (NEOWISE) – kometa długookresowa, odkryta 27 marca 2020 roku za pomocą teleskopu kosmicznego NEOWISE, która stała się widoczna z Ziemi gołym okiem w pobliżu peryhelium w lipcu 2020.

## Historia obserwacji
W chwili odkrycia 27 marca 2020 roku kometa C/2020 F3 miała widomą wielkość gwiazdową 17m. Kometa osiągnęła peryhelium 3 lipca 2020 roku, zbliżając się do Słońca na 0,295 au (ok. 44 mln km), bliżej niż peryhelium Merkurego. Znajdowała się wówczas 1,14 au (ok. 170 mln km) od Ziemi i osiągnęła wielkość obserwowaną 0,8m – jednak ze względu na bliskość Słońca była trudno dostrzegalna; ponadto z półkuli północnej była wówczas widoczna nisko nad horyzontem. Przewidywano, że najlepiej będzie widoczna w dniach 9–11 lipca, świecąc w gwiazdozbiorze Woźnicy. W trakcie oddalania się od Słońca, minęła Ziemię w minimalnej odległości 0,692 au (104 mln km) 23 lipca.

## Galeria

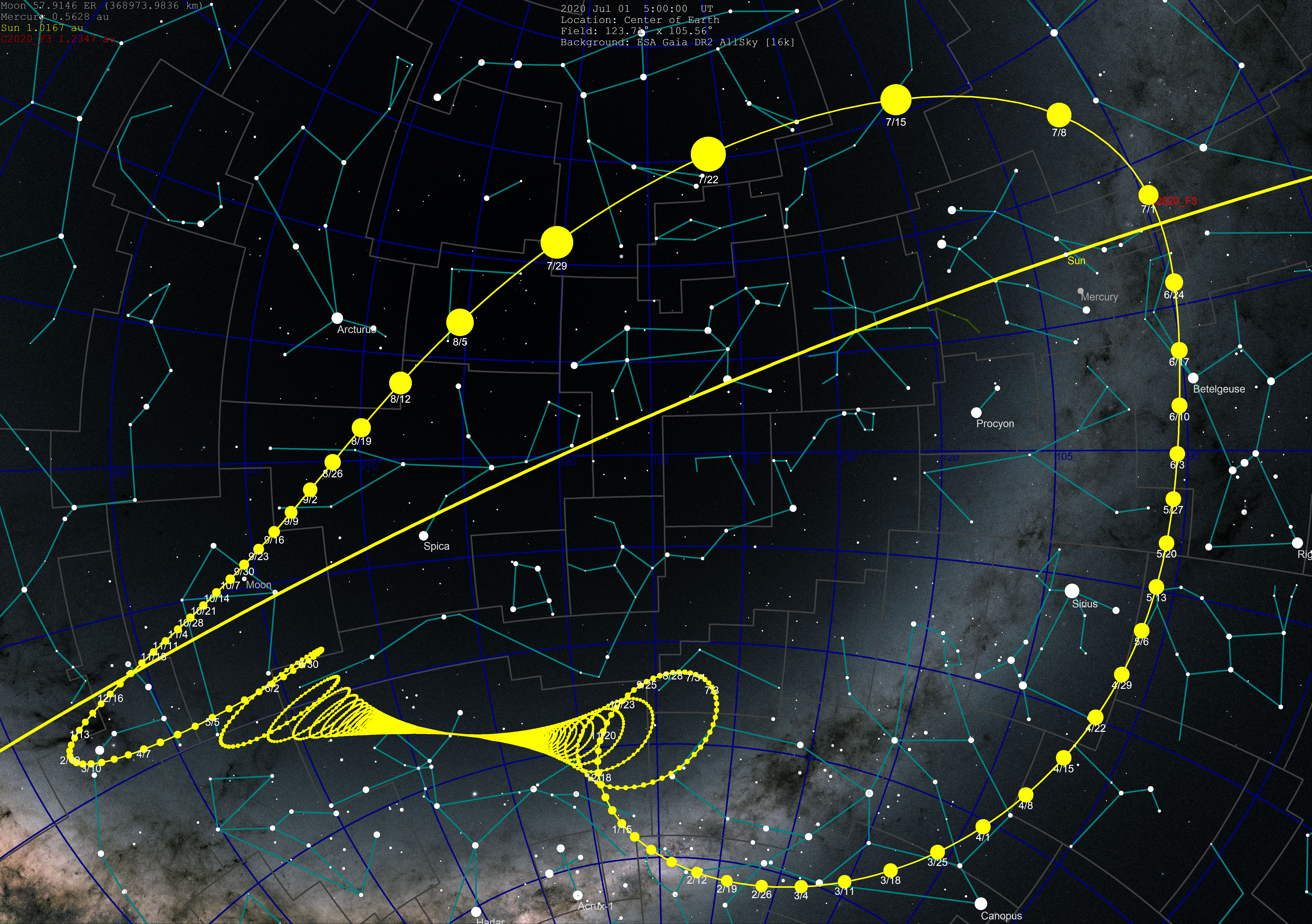
Droga komety na ziemskim niebie; spiralne fragmenty wynikają z ruchu obiegowego Ziemi wokół Słońca
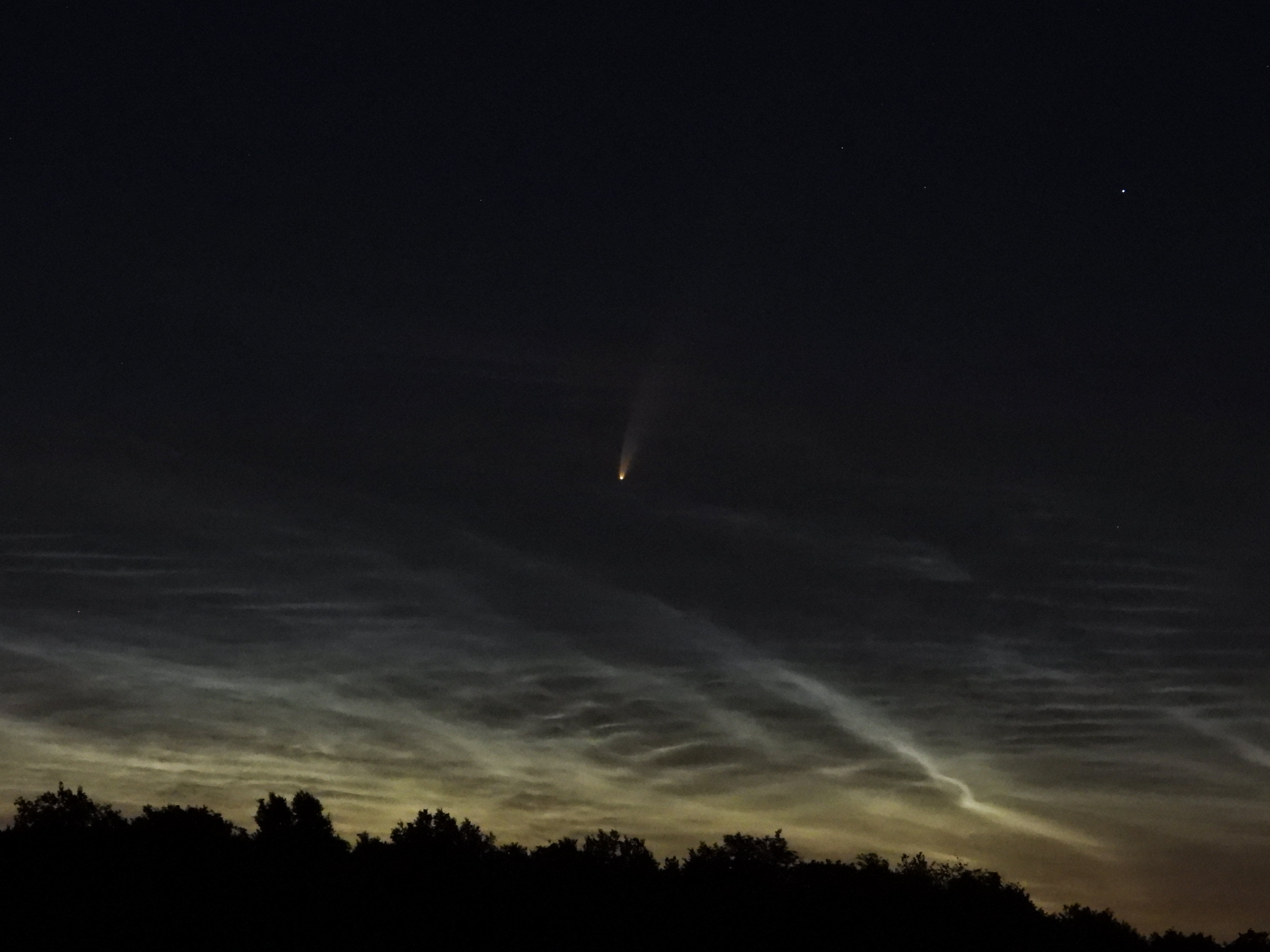
W okresie widoczności C/2020 F3 (NEOWISE) na niebie obserwowane były obłoki srebrzyste
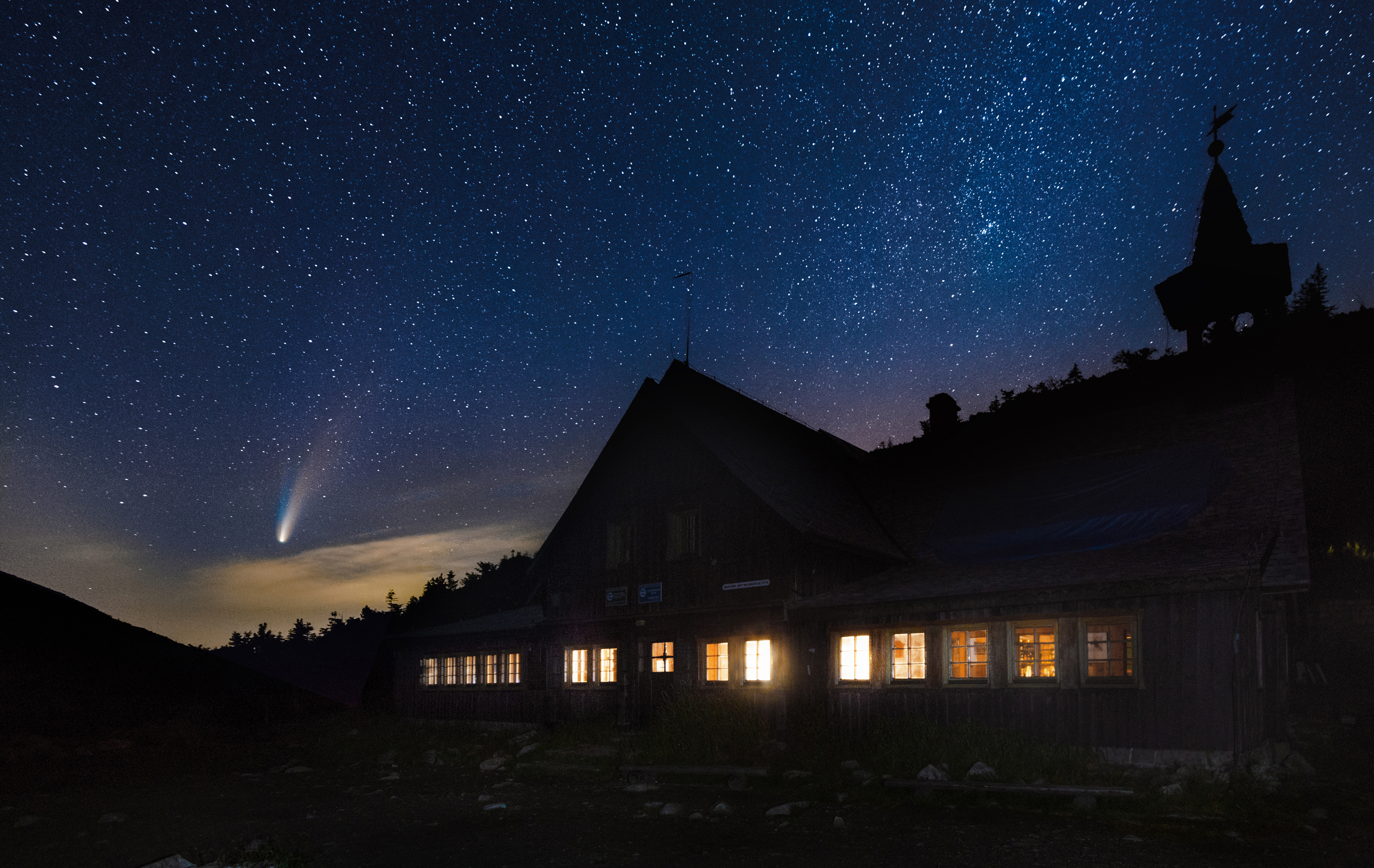
Kometa NEOWISE, na pierwszym planie Schronisko PTTK „Samotnia”